# Rubaiyat

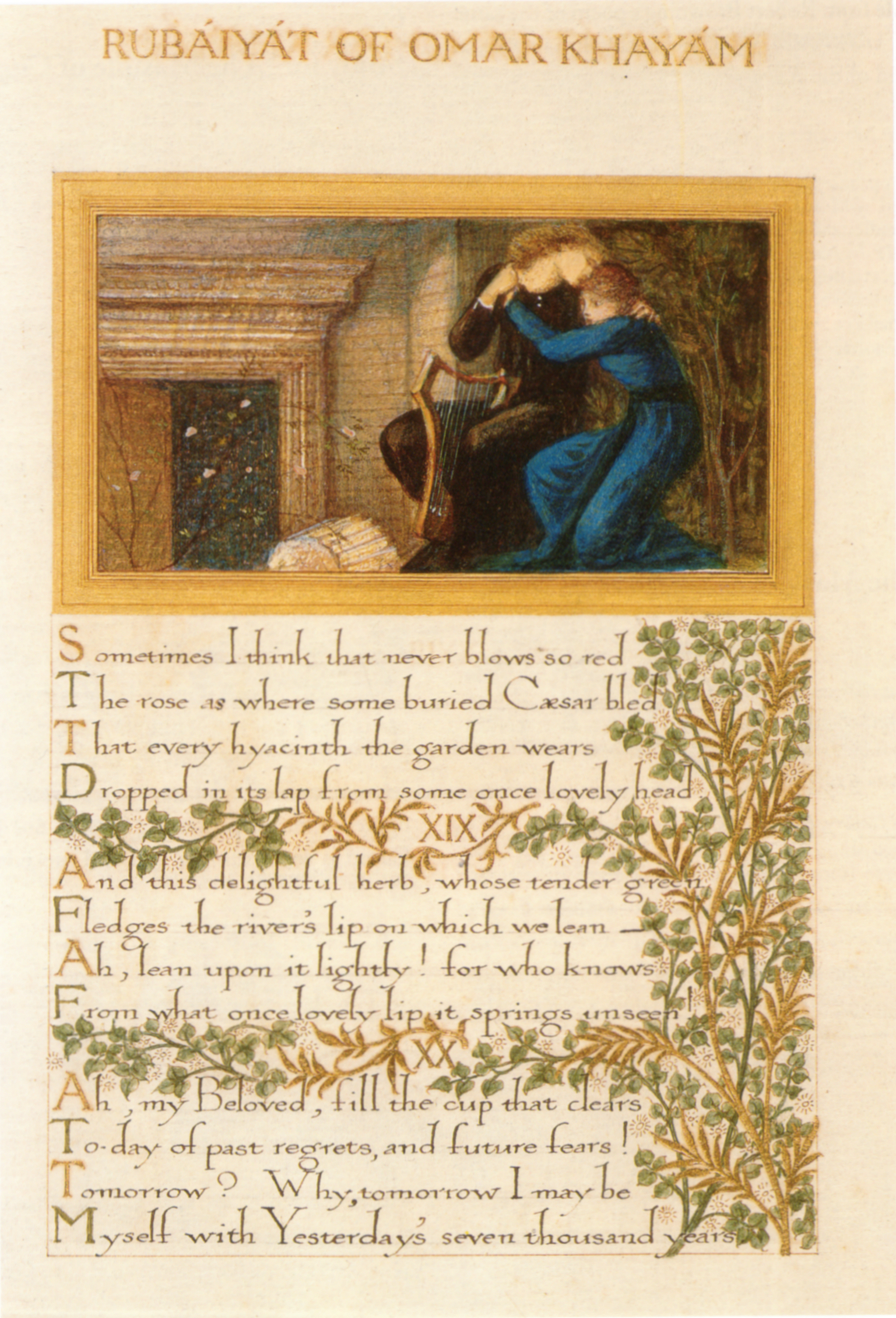
Página de um manuscrito do Rubaiyat de Omar Caiam. Caligrafia e ornamentação de William Morris, ilustração de Edward Burne-Jones

Rubaiyat foi o título dado pelo inglês Edward FitzGerald para na tradução de uma seleção de poemas, originalmente escritos em persa e atribuídos a Omar Caiam (1048 - 1131), um poeta, matemático e astrônomo da Pérsia. Um ruba'i é uma estrofe de duas linhas, com duas partes (hemistíquos) cada, daí o nome Rubaiyat (quarteto), derivado da palavra "quatro" em árabe.

## Rubaiyatou o êxtase do vinho
A poesia de Rubaiyat ou Ruba'iyat canta a existência humana, a brevidade da vida, o êxtase e o amor. Omar Caiam desenvolveu em sua obra poética a concepção do êxtase do vinho como transcendência do homem.
O poeta inglês Edward FitzGerald (1809 - 1883) foi o responsável por tornar conhecido o Rubaiyat, a traduzi-lo e publicá-lo em 1859. A tradução de Fitzgerald tornou-se bastante popular no século XIX, com reedições em 1868, 1872, 1879 e 1889.
A leitura de que Omar Caiam seria um poeta sufi foi erguida por J. Nicolas, em 1867. Segundo esta interpretação, a filosofia sufi estaria representada de forma simbólica nas imagens da obra - a taberna seria o templo; a divindade seria o vinho; a copeira seria a religião; o cálice, o universo; e a embriaguez o Êxtase Místico.

## Rubaiyatde Fernando Pessoa

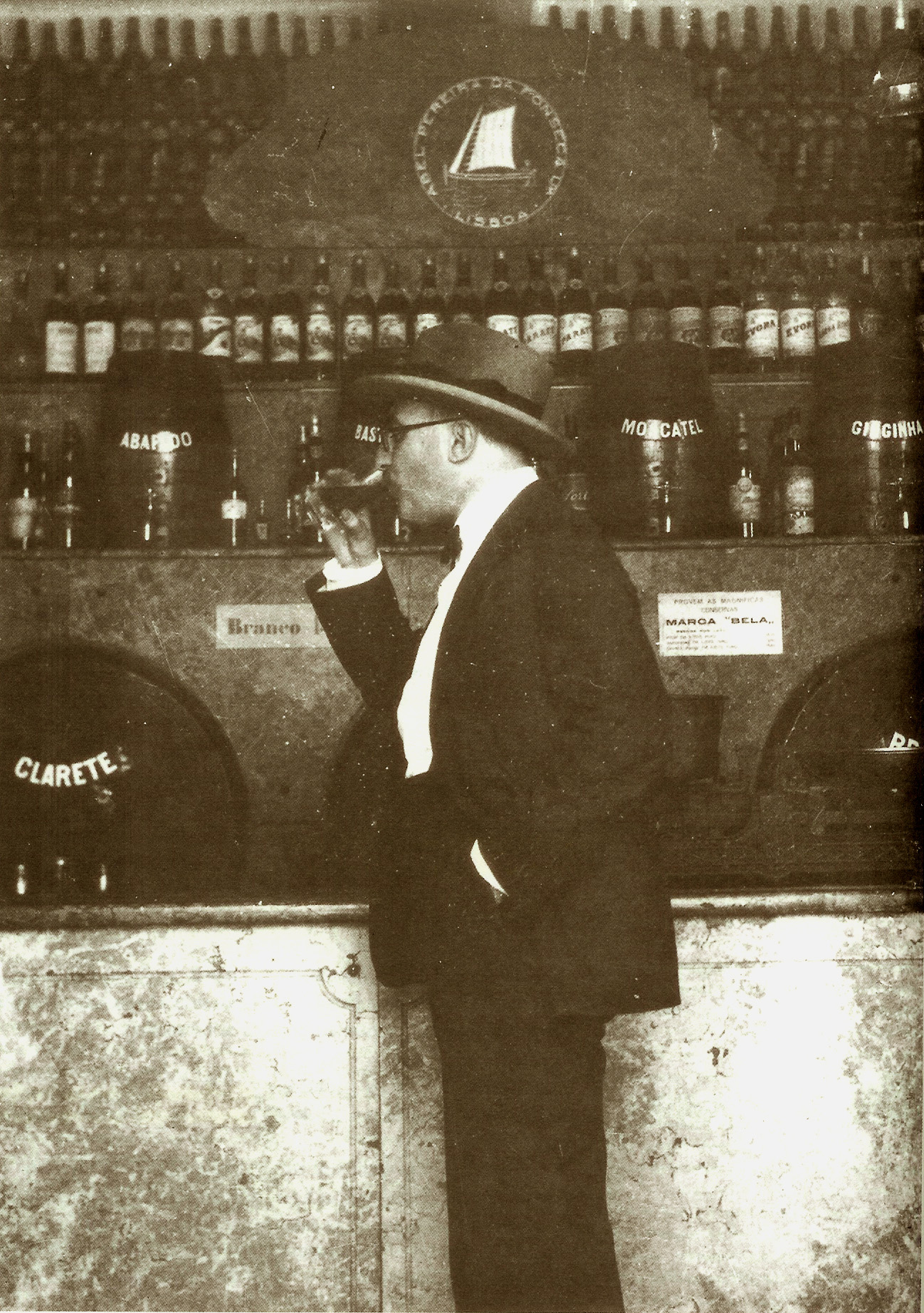
Fernando Pessoa numa taberna de Lisboa, em 1929.

Fernando Pessoa foi fortemente influenciado pelo Rubaiyat do grande poeta clássico iraniano Omar Caiam, o qual leu na tradução inglesa de Edward Fitzgerald. O volume do Rubaiyat que pertenceu a Fernando Pessoa permanece na sua biblioteca particular, na Casa Fernando Pessoa, em Lisboa. Este exemplar, publicado em Leipzig, em 1928, é de grande interesse para os estudiosos pessoanos, pois está sublinhado e anotado a lápis pelo poeta, contendo ainda inscritos alguns "rubai" da sua autoria. Fernando Pessoa compôs também o seu Rubaiyat, "Canções de Beber" inspiradas no poema homónimo de Omar Caiam. Em vida, Fernando Pessoa publicou apenas três "rubai", com o título "Rubaiyat", no último número da revista Contemporanea, dirigida pelo seu amigo José Pacheco, em Julho de 1926 (p. 98).

## Traduções para Português doRubaiyat
Brasil
- Rubáiyát, Omar Kháyyám, versão port. Octavio Tarquinio de Sousa,3.a ed. Rio de Janeiro: Liv. José Olympio, 1938.
- Rubaiyat de Omar Khayyam e meus haikais, trad. Eno Theodoro Wanke. 2.a edição. Santos: Of. Horácio Reis & Cie. Lda. 1959.
- Rubaiyat, Omar Khayyam, trad. Manuel Bandeira. Rio de Janeiro: Eds. de Ouro, 1966.

Portugal
- Rubaiyat, Omar Khayyam, versão de Fernando Couto, pref. E. M. de Melo e Castro. Lisboa: Moraes, 1960.
- Rubaiyat: odes ao vinho, Omar Khayyam, versão de E.M. de Melo e Castro. Lisboa: Moraes. 1970.
- Rubaiyat, "Odes ao vinho", Omar Khayyam, versão de Fernando Couto, pref. E. M. de Melo e Castro. Lisboa: Moraes, 1982.
- Rubaiyat: odes ao vinho, Omar Khayyam, trad. Fernando Castro, pref. E. M. de Melo e Castro. Lisboa: Estampa, 1990. ISBN 972-33-0265-9.
- Rubaiyat: odes ao vinho, Omar Khayyam, trad. Fernando Castro, 3.a ed. Lisboa: Estampa, 1999. ISBN 972-33-0265-9.
- Rubaiyat: celebração da vida, Omar Khayyam, trad. A. César Rodrigues. Queluz: Coisas de Ler, 2002. ISBN 972-8710-06-2.
- Rubá'iyat, Umar-I Khayyãm, apres. Maria Aliete Galhoz, selec., trad. e notas Halima Naimova, rev. António Lampreia. Lisboa: Assírio & Alvim, 2009. ISBN 978-972-37-1316-9.[6]